# Fort Rock
Fort Rock är en tuffring, resterna av en vulkankrater, som ligger på en istidsplatå i norra Lake County, Oregon, USA. Ringen är cirka 4 460 meter i diameter och toppen är ungefär 200 meter över den omgivande slätten.